# Magnus Salanus
Magnus Jonæ Salanus, född 1616 i Uppsala, död 1651 i Skara, var en svensk präst och riksdagsledamot.

## Biografi
Magnus Salanus var son till biskop Jonas Magni Wexionensis och Sigrid Johansdotter Bubb, samt bror till Nicolaus Jonæ Salanus, borgmästaren Johannes Jonæ Salanus och farbror till Magnus Salan som adlades Bjelkenhjelm. Han kröntes till magister vid ett års ålder av sin far, som vid tidpunkten var promotor vid Uppsala universitet, men tog sedan också magistergraden 1642 sedan han disputerat för Ericus Brunnius med Disputatio chronologica, supputationem temporum a principio mundi, varpå han verkade inom Skara gymnasium. Hans första tjänst där var som lektor i grekiska, och han blev sedermera gymnasiets rektor.
Salanus deltog vid riksdagen 1650.
Gunnar Tilander utgav 1969 Magnus Salanus dagbok.
Salanus hustru, Elsa Fristadius, var dotter till faderns företrädare biskop Olof Fristadius.